# Лассе Сельвог Нордос
Лассе Сельвог Нордос (норв. Lasse Selvåg Nordås, нар. 10 лютого 2002, Ліллестрем, Норвегія) — норвезький футболіст, нападник англійського клубу «Лутон Таун» та молодіжної збірної Норвегії.

## Ігрова кар'єра

### Клубна
Лассе Сельвог Нордос народився у місті Ліллестрем і є вихованцем місцевого однойменного клуба. Пройшов юнацькі та молодіжній клубні команди. Але в основі так і не зіграв. Але влітку 2020 року нападник дебютував на професійному рівні у Другому дивізіоні чемпіонату Норвегії у клубі «Стреммен».
Перед початком сезону 2021 року Нордос перейшов до клубу «Буде-Глімт» і 27 травня зіграв першу гру на вищому рівні. Перший же сезон в команді став переможним в чемпіонаті для футболіста. Але наступний, 2022 рік, Нордос провів в оренді у «Тромсе».
В серпні 2023 року Нордас перейшов до «Тромсе» на постійній основі.
3 лютого 2025 року нападник приєднався до клубу англійського Чемпіоншип «Лутон Таун».

### Збірна
Лассе Сельвог Нордос з 2021 року виступав за юнацькі збірні Норвегії. Влітку 2023 року був внесений в заявку молодіжної збірної Норвегії для участі у молодіжному чемпіонаті Європи, що проходив на полях Румунії та Грузії.

## Титули
Буде-Глімт
 Чемпіон Норвегії: 2021